# Batalla de Corbridge
La batalla de Corbridge tuvo lugar en Corbridge en el año 918. Fue un conflicto decisivo en el destino del reino vikingo de Northumbria y los anglosajones del Condado de Bamburgh. Los contendientes fueron el rey vikingo Ragnall ua Ímair y Constantino II de Escocia.
Los Anales de Ulster ofrece información detallada sobre los acontecimientos de la batalla, informa de un ejército escandinavo que se dividió en cuatro columnas, una de las cuales encabezada por el caudillo Ottir Iarla, un incondicional aliado de Ragnall, y le posiciona con el ejército del rey vikingo:

U918.4: Los extranjeros de Loch da Chaech, Ragnall, rey de los oscuros extranjeros, y los dos jarls, Oitir y Gragabai, abandonaron Irlanda y fueron a por los hombres de Escocia. Los hombres de Escocia, se enfrentaron contra ellos en los bancos del Tyne al norte de la tierra de los sajones. Los paganos se dividieron en cuatro batallones: un batallón con Gothfrith nieto de Ímar, un batallón con los dos jarls, y un batallón con los nobles jóvenes. También había un batallón que emboscaba con Ragnall al frente, que los hombres de Escocia no advirtieron. Los escoceses dieron cuenta de los tres batallones que vieron, y mataron a muchos paganos, incluidos Oitir y Gragabai. Ragnall, no obstante, atacó por la retaguardia de los escoceses, e hizo una matanza entre ellos, aunque ninguno de sus reyes o condes murieron. Al anochecer acabó la batalla.

Según la cita los escoceses destruyeron las primeras tres facciones pero fueron emboscados por la cuarta, comandada por el mismo rey Ragnall, quien había permanecido escondido tras una colina. Los escoceses intentaron escapar del desastre, no obstante la crónica Historia de Sancto Cuthberto añade que los ingleses lucharon al lado de los hombres del norte, ignorando la presencia de los escoceses. 
En 919, Ragnall se dirigió a York, tomó la ciudad y se proclamó rey. Los bernicios se sometieron, aunque Ealdred I de Bernicia y Domnall I de Strathclyde, habían jurado lealtad al rey de Inglaterra.